# Ella (voornaam)
Ella is een meisjesnaam, een van de vele afgeleide vormen van Elisabeth. De naam kan ook teruggaan op Ale ("de edele").

## Bekende naamdraagsters
- Ella Fitzgerald (1917 - 1996), Amerikaanse jazzzangeres, over wie ook het lied "Ella, Elle l'a" van France Gall gaat.
- Ella Kalsbeek (1955), Nederlandse politica
- Ella Leyers (1988), Belgische actrice
- Ella Snoep (1927 - 2009), Nederlandse actrice
- Ella Vogelaar (1949 - 2019), Nederlandse minister